# The Heartbeats
The Heartbeats était un groupe de doo-wop américain des années 1950, surtout connu pour leur chanson A Thousand Miles Away, qui s'est classée à la 53e place du Billboard américain en 1957.

## Carrière
Les Heartbeats ont commencé comme quatuor au début de 1953 à Jamaica, dans le Queens, sous le nom de « The Hearts », composé de Vernon Sievers (baryton), Wally Roker (basse), Albert Crump (premier ténor) et Robbie Tatum (deuxième ténor).
Lorsqu'on a découvert plus tard qu'il existait un groupe féminin du même nom (qui a obtenu un petit succès au Billboard avec « Lonely Nights »), le groupe masculin a étendu son nom à « Heartbeats ». Ils ont été signés peu de temps après que James « Shep » Sheppard ait rejoint le groupe en tant que chanteur principal et ont été déplacés entre différentes sociétés de production et maisons de disques au cours des années suivantes. Le groupe se sépare en 1959 et Sheppard forme Shep and the Limelites.
Roker est resté dans le monde de la musique en tant que promoteur, tandis que les autres membres du groupe se sont tournés vers d'autres professions. James Sheppard est décédé dans sa voiture dans des circonstances mystérieuses en 1970.
Le 13 mai 2003, les quatre Heartbeats survivants, rejoints par Walter Crump (le frère d'Albert) au chant principal, se sont réunis pour l'émission spéciale PBS Rock and Roll at 50 au Benedum Center de Pittsburgh, en Pennsylvanie.
Plus tard la même année, le 27 décembre, ils se sont réunis à nouveau pour leur 50e anniversaire lors d'une réunion de l'United in Group Harmony Association dans le New Jersey.
Peu de temps après, Albert Crump et Robbie Tatum sont partis à la retraite.
Le groupe The Heartbeats était récemment composé des membres originaux Wally Roker (basse) et Vernon Sievers (baryton), du chanteur principal Walter Crump ainsi que de deux autres membres de la lineup Shep & The Limelites des années 1980 : Ron Bassett (deuxième ténor) et Randy Reid (premier ténor).
Albert Crump (le premier ténor original), est décédé d'un cancer le 3 octobre 2012, à l'âge de 75 ans.
Wally Roker (basse) est décédé le 2 décembre 2015, à la suite d'une opération au cerveau, à l'âge de 78 ans.

## Chansons
- A Thousand Miles Away
- Crazy For You
- I Won't Be the Fool Anymore
- 500 Mile to Go
- After New Year's Eve
- Down on My Knees
- You Way
- People Are Talking
- One Million Years
- Darling, How Long ?
- Tormented